# Andrew McCollum
 Der er for få eller ingen kildehenvisninger i denne artikel, hvilket er et problem. Du kan hjælpe ved at angive troværdige kilder til de påstande, som fremføres i artiklen.

Andrew McCollum (født 4. september 1983) er medstifter af Facebook. Han gik på Harvard Universitet i med Mark Zuckerberg og de andre medstiftere af hjemmesiden. Han arbejdede for Facebook fra februar 2004 til september 2006.[kilde mangler]
Han dimitterede fra Havard i 2007 med en bachelorgrad i computer science.[kilde mangler]
Han er investor i den danske virksomhed Opbeat.[kilde mangler]